# Левин, Владимир Алексеевич
Влади́мир Алексе́евич Ле́вин (род. 28 сентября 1939 года, Алма-Ата) — советский и российский учёный-механик, специалист в области механики сплошных сред. Академик РАН.

## Биография
Владимир Алексеевич Левин родился 28 сентября 1939 года в Алма-Ате. Его родители были учителями: отец — преподаватель математики, мать, Анна Андреевна Горячева — преподаватель истории. Окончил 25-ю среднюю школу Алма-Аты.
В 1956 году поступил на механико-математический факультет МГУ имени М. В. Ломоносова, который окончил в 1961 году по кафедре гидромеханики. В 1964 году окончил аспирантуру там же. Ученик Г. Г. Чёрного. Работал в ЦИАМ имени П. И. Баранова (1964—1968).

В первый день производственной практики студенту 5-го курса механико-математического факультета МГУ В. Левину руководитель практики Г. Г. Чёрный предложил посмотреть экспериментальный запуск разрабатываемого ЦИАМ ионного двигателя. Неожиданно готовившийся долго и тщательно эксперимент закончился полной катастрофой: двигатель взорвался с оглушительным шумом. Вернувшись к руководителю, В. Левин попытался с юмором пересказывать увиденное: и разлёт установки на мелкие кусочки, и валивший клубами едкий дым, и последующие «взрывы» ненормативной лексики… Г. Г. Чёрный переменился в лице: «Надо было тебя сначала заставить копать траншеи»
— по воспоминаниям В. А. Левина
В 1965 году защитил диссертацию на соискание учёной степени кандидата физико-математических наук (тема — «Некоторые задачи динамики газа, образованного заряженными частицами»).
С 1968 года — в Институте механики МГУ. Заведующий лабораторией газодинамики взрыва и реагирующих систем (с 1979 года). Одновременно преподавал на мехмате МГУ; с 1969 года В. А. Левин читал для студентов кафедры гидромеханики специальный курс «Распространение ударных и детонационных волн в горючей смеси газов».
В 1976 году защитил диссертацию на соискание учёной степени доктора физико-математических наук (тема — «Распространение ударных и детонационных волн в горючей смеси газов»).
В 1984 году получил звание профессора кафедры гидромеханики механико-математического факультета МГУ; продолжал работать на этой кафедре до 2008 года. С 2008 года — заведующий кафедрой вычислительной механики механико-математического факультета МГУ. Читает студентам мехмата курс «Распространение взрывных и детонационных волн в газах». Является научным руководителем магистерской программы «Численное моделирование задач МСС с использованием современных высокопроизводительных вычислительных систем» в рамках направления «Механика и математическое моделирование».
31 марта 1994 года избран член-корреспондентом РАН, а 25 мая 2006 года — действительным членом РАН (по Отделению энергетики, машиностроения, механики и процессов управления).
С 1994 года работает также в Институте автоматики и процессов управления Дальневосточного отделения РАН, заместитель директора по научной работе (в 2004 году исполнял обязанности директора), заведующий отделом математического моделирования, механики и мониторинга природных процессов.
Член Российского национального комитета по теоретической и прикладной механике (1985), член Научного совета РАН по горению (1987). Профессор Варшавского университета (1979). Является членом ряда диссертационных советов по присуждению докторских и кандидатских степеней, членом редколлегии журналов «Доклады Академии Наук», «Физика горения и взрыва», «Инженерно-физический журнал», «Сибирский журнал индустриальной математики».

## Научная деятельность
К основным областям научных интересов В. А. Левина относятся: теория взрыва и детонации в различных средах, динамика реагирующих сред, движение тел с большими скоростями в атмосфере с учётом физико-химических превращений, нахождение оптимальных аэродинамических форм, теория газодинамических лазеров (ГДЛ). В данных областях им получены фундаментальные результаты.
В 1961 году В. А. Левин исследовал разлёт сгустков заряженных частиц и плазмы; в 1963 году решил задачу о нейтрализации мощных ионных потоков электронами. В 1967 году В. А. Левин и Г. Г. Чёрный открыли асимптотические законы поведения пересжатых детонационных волн при их удалении от места инициирования; при этом было показано, что плоская волна детонации асимптотически стремится к режиму Чепмена — Жуге, а цилиндрическая и сферическая волны переходят к данному режиму уже на конечном расстоянии от места возникновения. Тогда же, в 1967—1968 годах, В. А. Левин совместно с В. П. Коробейниковым исследовал инициирование детонации в горючей смеси газов с помощью взрыва, изучив устойчивость детонационных волн и теоретически обосновав возникновение колебательных режимов обтекания тел такой смесью газов.
Задачу о точечном взрыве в горючей смеси газов В. А. Левин исследовал для течений с плоской, цилиндрической и сферической симметрией с учётом конечной скорости протекающих химических реакций; при этом для движений с цилиндрическими и сферическими волнами была установлена зависимость минимального радиуса области, при котором в окружающем пространстве реализуется детонация, от величины давления внутри данной области. Было также проведено исследование волновых процессов при распространении детонации в плоских каналах сложной формы, заполненных находящейся при нормальных условиях стехиометрической водород-воздушной смесью, с учётом реальной кинетики химического взаимодействия. В. А. Левиным было также изучено инициирование сферической и цилиндрической детонации в горючей смеси водорода с хлором при подводе энергии электрическим разрядом.
В. А. Левиным выполнен цикл исследований по возникновению и распространению взрывных и детонационных волн в горючей смеси газов вплоть до перехода в режим Чепмена — Жуге. Он обнаружил и обосновал наличие критической величины энергии взрыва, начиная с которой происходит инициирование детонации, указал на существование в газовзвесях многофронтовых режимов детонационного горения; данные результаты нашли применение в ряде отраслевых организаций при проектировании и разработке образцов новой техники. Исследуя течения в сверхзвуковых соплах газодинамических лазеров, он нашёл оптимальные профили сопел и начальные параметры состава рабочей смеси газов. Предложил новый тип импульсного ГДЛ — импульсно-периодический электроионизационный лазер с несамостоятельным разрядом, проведя при этом полный расчёт и теоретический анализ его работы с выявлением оптимальных условий работы такого лазера.
В. А. Левин обнаружил новый класс аэродинамических форм головных частей летательных аппаратов, которые имеют (по сравнению с осесимметричными формами) существенно меньшее волновое сопротивление, обладая более высоким аэродинамическим качеством. Выявил оптимальные формы зондов, движущихся в атмосфере Юпитера, для которых лучистый приток энергии минимален. Обнаружил качественно новый эффект стабилизации затупленных конических тел за счёт вдува газа с их носовой части. В 1988 году совместно с П. Ю. Георгиевским выдвинул идею использования локализованного энерговклада в набегающий поток, позволяющий снизить сопротивление тела, летящего со сверхзвуковой скоростью. Теоретически обосновал и экспериментально подтвердил новый закон подобия при сверхзвуковом обтекании плоских поверхностей с сильным распределённым вдувом. Исследуя взаимодействие быстро летящего затупленного тела с тепловой неоднородностью, В. А. Левин обнаружил и объяснил эффект кумуляции энергии на его поверхности (данный эффект вызывает резкое изменение аэродинамических нагрузок, которое может привести к разрушению летательного аппарата).
Под руководством В. А. Левина проведён большой цикл работ, связанных с исследованием физических процессов в океане, крупномасштабных атмосферных явлений, тайфунов с использованием методов спутникового мониторинга, математического моделирования и параллельных вычислений.
Соавтор более 250 научных публикаций, 16 изобретений в области аэродинамики, газовой динамики, горения, детонации, электромагнитной газодинамики, теории плазмы и т. д. Среди его учеников — 33 кандидата наук, из которых 5 защитили докторские диссертации.

## Оценки
28 сентября 2009 года Президент Российской Федерации Д. А. Медведев, поздравляя академика В. А. Левина с 70-летием, писал: «Крупный специалист в области сверхзвуковой аэродинамики и физики взрыва, своими открытиями Вы обеспечили лидерство отечественной науки по целому ряду фундаментальных направлений. А результаты Ваших исследований широко применяются в ракетно-космической промышленности, служат укреплению оборонного потенциала нашей страны».

## Награды и премии
- Лауреат Государственной премии Российской Федерации (13 декабря 2003) — за цикл работ «Инициирование и распространение волн детонации в открытом пространстве» (совместно с В. В. Марковым, Г. Г. Чёрным, А. А. Борисовым, С. М. Когарко, А. А. Васильевым, В. П. Коробейниковым (посмертно), В. В. Митрофановым (посмертно))[22]
- Лауреат премии С. А. Чаплыгина (АН СССР, 1975) — совместно с Г. Г. Чёрным[23]
- Лауреат премии Н. Е. Жуковского с серебряной медалью (1981) — совместно с И. И. Липатовым, В. Ф. Захарченко[4]
- Лауреат премии М. В. Ломоносова I степени (МГУ, 1991) — за цикл работ «Сверхзвуковое обтекание тел при наличии внешних источников энерговыделения» (совместно с П. Ю. Георгиевским и К. В. Краснобаевым)[24]
- Медаль ордена «За заслуги перед Отечеством» II степени (4 июня 1999) — за большой вклад в развитие отечественной науки, подготовку высококвалифицированных кадров и в связи с 275-летием Российской академии наук[25]
- Орден Почёта (20 апреля 2011) — за большой вклад в развитие отечественной науки и многолетнюю плодотворную деятельность[26]
- Медаль М. В. Келдыша (2011) — за заслуги перед отечественной космонавтикой[9][8]
- Медаль Нюмы Мансона (2013) — за выдающийся вклад в исследование динамики взрыва и реагирующих систем[27]
- Звание «Заслуженный профессор Московского университета» (2014)[7]
- Орден Александра Невского (22 июля 2024) — за заслуги в научно-педагогической деятельности, подготовке высококвалифицированных специалистов и многолетнюю добросовестную работу[28]

## Публикации

### Отдельные издания
- Вигдорович И. И., Левин В. А. Сверхзвуковое обтекание тел с интенсивным вдувом. — М.: Изд-во Моск. ун-та, 1983. — 34 с.
- Левин В. А. Детонация. Горение. — Владивосток: ИАПУ ДВО РАН, 1995. — 53 с.

### Некоторые статьи

#### Механика детонации и взрыва
- Чёрный Г. Г., Левин В. А.  Асимптотические законы поведения детонационных волн // Прикл. математика и механика. — 1967. — Т. 31, вып. 3. — С. 393—405.
- Коробейников В. П., Левин В. А.  Сильный взрыв в горючей смеси газов // Изв. АН СССР. Механика жидкости и газа. — 1969. — № 6. — С. 48—51.
- Левин В. А., Марков В. В.  Возникновение детонации при концентрированном подводе энергии // Физика горения и взрыва. — 1975. — Т. 11, № 4. — С. 623—633.
- Левин В. А., Марков В. В., Осинкин С. Ф.  Моделирование инициирования детонации в горючей смеси газов электрическим разрядом // Химическая физика. — 1984. — Т. 3, № 4. — С. 617—620.
- Левин В. А., Марков В. В., Осинкин С. Ф.  Прямое инициирование детонации в смеси водорода с кислородом, разбавленной азотом // Изв. РАН. Механика жидкости и газа. — 1992. — № 6. — С. 151—156.
- Левин В. А., Журавская Т. А.  Распространение сходящихся и расходящихся ударных волн в условиях интенсивного теплообмена // Прикл. математика и механика. — 1996. — Т. 60, вып. 5. — С. 752—760.
- Левин В. А., Смехов Г. Д., Хмелевский А. Н.  Численное моделирование образования окиси азота при горении метановоздушных смесей // Физика горения и взрыва. — 1997. — Т. 33, № 1. — С. 12—23.
- Левин В. А., Марков В. В., Журавская Т. А., Осинкин С. Ф.  Нелинейные волновые процессы при инициировании и распространении газовой детонации // Труды МИАН РАН. — 2005. — Т. 251. — С. 200—214.
- Левин В. А., Марков В. В., Журавская Т. А., Осинкин С. Ф. . Инициирование, распространение и стабилизация детонационных волн в сверхзвуковом потоке // Проблемы современной механики: к 85-летию со дня рождения академика Г. Г. Чёрного / Под ред. А. А. Бармина. — М.: Изд-во Моск. ун-та, 2008. — 639 с. — ISBN 978-5-211-05518-6. — С. 240—259.
- Журавская Т. А., Левин В. А.  Исследование некоторых способов стабилизации детонационной волны в сверхзвуковом потоке // Изв. РАН. Механика жидкости и газа. — 2012. — № 6. — С. 126—136.
- Левин В. А., Мануйлович И. С., Марков В. В.  Инициирование и распространение многомерных волн детонации // Физика горения и взрыва. — 2015. — Т. 51, № 1. — С. 47—56.
- Журавская Т. А., Левин В. А.  Стабилизация детонационного горения высокоскоростного потока горючей газовой смеси в плоском канале // Изв. РАН. Механика жидкости и газа. — 2015. — № 2. — С. 117—128.

#### Динамика реагирующих сред
- Чёрный Г. Г., Бишимов Е., Коробейников В. П., Левин В. А.  Одномерные нестационарные течения горючей смеси газов с учётом конечной скорости химических реакций // Изв. АН СССР. Механика жидкости и газа. — 1968. — № 6. — С. 7—19.
- Левин В. А., Луценко Н. А.  Движение газа через пористые объекты с неравномерным локальным распределением источников тепловыделения // Теплофизика и аэромеханика. — 2008. — Т. 15, № 3. — С. 407—417.
- Левин В. А., Луценко Н. А.  Нестационарные течения газа через осесимметричные пористые тепловыделяющие объекты // Математическое моделирование. — 2010. — Т. 22, № 3. — С. 26—44.

#### Оптимизация аэродинамических форм
- Деев А. А., Левин В. А., Пилюгин Н. Н.  О форме тела с минимальным полным потоком лучистой энергии к его поверхности // Изв. АН СССР. Механика жидкости и газа. — 1976. — № 4. — С. 84—88.
- Сахаров В. И., Левин В. А., Карловский В. Н.  Обтекание затупленных тел с передними иглами при наличии вдува через их поверхность // Изв. АН СССР. Механика жидкости и газа. — 1987. — № 4. — С. 128—133.
- Георгиевский П. Ю., Левин В. А.  Сверхзвуковое обтекание тел при наличии внешних источников тепловыделения // Письма в «Журнал технической физики». — 1988. — Т. 14, № 8. — С. 684—687.
- Георгиевский П. Ю., Левин В. А.  Нестационарное взаимодействие сферы с атмосферными температурными неоднородностями при сверхзвуковом обтекании // Изв. РАН. Механика жидкости и газа. — 1993. — № 4. — С. 174—183.
- Георгиевский П. Ю., Левин В. А.  Управление обтеканием различных тел с помощью локализованного подвода энергии в сверхзвуковой набегающий поток // Изв. РАН. Механика жидкости и газа. — 2003. — № 5. — С. 154—167.
- Левин В. А., Скопина Г. А.  Поведение вектора вихря скорости в сверхзвуковых потоках за поверхностями разрывов // Теплофизика и аэромеханика. — 2007. — Т. 13, № 3. — С. 381—389.
- Георгиевский П. Ю., Левин В. А., Сутырин О. Г.  Эффект кумуляции при взаимодействия скачка уплотнения с локальной областью газа повышенной или пониженной плотности // Изв. РАН. Механика жидкости и газа. — 2011. — № 6. — С. 146—154.
- Ларин О. Б., Левин В. А.  Влияние внешнего источника тепловыделения на отрыв турбулентного сверхзвукового пограничного слоя перед плоской ступенькой // Письма в «Журнал технической физики». — 2012. — Т. 38, № 19. — С. 53—60.